# چویاکیوبون‌هوکو
چویاکیوبون‌هوکو (به ژاپنی: 朝野旧聞ホウ藁)؛ یک کتاب در مورد اسناد مربوط به توکوگاوا ایه‌یاسو است که به دستور شوگونسالاری توکوگاوا در نیمه اول قرن هیجدهم توسط ۲۱ محقق جمع‌آوری شده است.